# Maladera guttula
Maladera guttula är en skalbaggsart som beskrevs av Sharp 1876. Maladera guttula ingår i släktet Maladera och familjen Melolonthidae. Inga underarter finns listade i Catalogue of Life.